# هيديكاز أوتاني
هيديكاز أوتاني (باليابانية: 大谷 秀和) (6 نوفمبر 1984 في تشيبا في اليابان – )؛ هو لاعب كرة قدم ياباني سابق كان يلعب كلاعب وسط.

## وصلات خارجية
- هيديكاز أوتاني على موقع الاتحاد الدولي (مؤرشف)  (الإنجليزية)
- هيديكاز أوتاني على موقع رابطة كرة القدم اليابانية للمحترفين (اليابانية)
- هيديكاز أوتاني على موقع إي إس بي إن إف سي (الإنجليزية)
- هيديكاز أوتاني على موقع قاعدة بيانات كرة القدم.إي يو (الإنجليزية)
- هيديكاز أوتاني على موقع Soccerbase.com (لاعب) (الإنجليزية)
- هيديكاز أوتاني على موقع Soccerway.com (الإنجليزية)
- هيديكاز أوتاني على موقع عالم كرة القدم.نت (الإنجليزية)
- هيديكاز أوتاني على موقع كووورة